# Circassia (Schiff, 1937)
Die Circassia (III) war ein 1937 in Dienst gestelltes Passagierschiff der britischen Reederei Anchor Line, das im Passagier- und Postservice auf der Route von Großbritannien nach Indien eingesetzt wurde. Ab Dezember 1939 diente sie unter der Bezeichnung HMS Circassia (F91) als bewaffneter Hilfskreuzer (Armed Merchant Cruiser) und später auch als Truppentransporter und Landungsschiff im Zweiten Weltkrieg. 1947 kehrte die Circassia für die gleichen Eigner in den Passagierverkehr nach Indien zurück und blieb noch fast 20 Jahre im Dienst, bis sie 1966 in Spanien verschrottet wurde.

## Das Schiff
Die Circassia war das erste von drei Schwesterschiffen, die die Anchor Line ab 1937 für die traditionelle Handelsroute ins damals noch zum Commonwealth gehörende Indien in Dienst stellte. Alle drei waren Doppelschrauben-Motorschiffe mit einem Rauminhalt von mehr als 11.000 BRT, die von je zwei Sets achtzylindriger Dieselmotoren von William Doxford & Sons angetrieben wurden. Die durchschnittliche Reisegeschwindigkeit lag bei 16,5 Knoten, es konnten aber bis zu 18 Knoten erreicht werden. Alle drei Schiffe konnten 300 Passagiere in der Ersten und 80 in der Dritten Klasse aufnehmen und galten wegen ihres hohen Standards in Bezug auf Ausstattung und Verpflegung als ernste Konkurrenz zum Indiendienst der Peninsular and Oriental Steam Navigation Company (P&O). 
Als erstes der drei Schiffe lief am 8. Juni 1937 bei Fairfield Shipbuilders in Govan bei Glasgow die Circassia (III) (11.170 BRT) mit der Baunummer 661 vom Stapel. Sie war 154,23 Meter lang, 20,12 Meter breit und hatte einen Tiefgang von 9,45 Metern. Das Motorschiff hatte zwei Masten, einen Schornstein und zwei Propeller. Ihr folgte die 11.136 BRT große Cilicia, die am 21. Oktober 1937 vom Stapel gelassen und 1938 in Dienst gestellt wurde. Nach dem Verlust des Dampfers Britannia (III) im Jahr 1941 beschloss die Anchor Line als Ersatz den Bau eines dritten Schwesterschiffs, der Caledonia (V) (11.152 BRT), die jedoch erst 1948 mit der Baunummer 732 fertiggestellt wurde. 
Am 14. Oktober 1937 lief die Circassia zu ihrer Jungfernfahrt von Glasgow über Liverpool nach Bombay aus. Der stellvertretende Geschäftsführer der Anchor Line, Philip Wood Runciman, der sich auf der Teilstrecke bis Liverpool mit an Bord befand, sagte gegenüber der Liverpool Daily Post: „Dieses Schiff ist unsere Nachricht an Liverpool. Welche schönere Nachricht könnten wir an irgendeinen Hafen schicken?“ Weniger als zwei Jahre später brach der Zweite Weltkrieg aus, was die Karriere der Circassia als Passagierliner zunächst beendete. 

## Im Zweiten Weltkrieg
Am 14. Oktober 1939 wurde das Passagierschiff von der Admiralität für den Kriegseinsatz angefordert und in einen bewaffneten Hilfskreuzer umgewandelt. Die Umrüstung war am 20. Dezember 1939 abgeschlossen. Das Schiff wurde mit acht 152-mm-Kanonen und zwei 76-mm-Kanonen versehen und ab Januar 1940 als HMS Circassia (F91) der in den Gewässern der Nordsee und rund um Schottland operierenden Northern Patrol der Royal Navy unterstellt. Ihr erster Kommandant wurde der pensionierte Handelsschiffskapitän Henry Gerard Laurence Oliphant, ein Träger des DSO. 
In den folgenden zwei Jahren wurde die HMS Circassia nacheinander weiteren Einheiten wie der Bermuda and Halifax Escort Force, der America and West Indies Station, der North Atlantic Escort Force, der America and West Indies Station und der Western Patrol zugeteilt. Nach März 1942 wurde sie vom Ministry of War Transport (MoWT) für einige Zeit als Truppentransporter verwendet, bevor sie 1943 schließlich in ein Landungsschiff umgewandelt wurde. In dieser Funktion nahm sie unter anderem an der Operation Husky (Juli 1943) und an der Operation Anvil (Frühjahr 1944) teil.

## Späte Jahre
Im Mai 1947 wurde die Circassia nach fast acht Jahren Kriegsdienst wieder der Anchor Line übergeben und für den erneuten Einsatz als Passagierschiff flott gemacht. Am 21. August desselben Jahres legte sie zu ihrer ersten zivilen Fahrt nach Kriegsende ab. Es folgten fast 20 Jahre ohne Zwischenfall auf der üblichen Linie England–Indien. 
Am 13. Januar 1966 lief das knapp 30 Jahre alte Schiff unter dem Kommando von Kapitän Angus Colquhoun zu seiner letzten regulären Fahrt von Glasgow nach Bombay aus. Als sie in Bombay vom Ballard Pier aus mit 187 Besatzungsmitgliedern und 300 Passagieren an Bord zum letzten Mal zur Rückfahrt nach England ablegte, erhielt die Circassia einen großen Abschied von hunderten Hafenarbeitern, Seemännern und Schaulustigen. Am 15. März 1966 traf sie wieder in Liverpool ein. Das Schiff unternahm noch eine kleine Kreuzfahrt zu den Westindischen Inseln mit gegenwärtigen und ehemaligen Direktoren und Vorsitzenden der Anchor Line, bevor sie am 25. April 1966 im spanischen Alicante eintraf, wo sie abgewrackt wurde. Der Passagier- und Postverkehr der Anchor Line von England nach Indien wurde anschließend nach 110 Jahren eingestellt. 